# Библиотеки Самары
Сегодня на территории Самарской области находится 831 библиотека, из них 614 сельские.
Перечень библиотек Самары:
- Самарская областная универсальная научная библиотека (пр-т Ленина, д. 14а)

Входит в десятку крупнейших областных библиотек Российской Федерации. Общедоступная научная библиотека универсального профиля, центральное хранилище краеведческой, отечественной, иностранной литературы Самарской области; универсальный областной центр МБА. Библиотечное, справочно-библиографическое и информационное отслеживание взрослого населения, доступ к электронным информационным ресурсам.
Сайт библиотеки
- Самарская областная детская библиотека (ул. Невская, д. 8)

Библиотека для дошкольников и учащихся 1-9 классов, использует традиционные и мультимедийные издания. Справочно-библиографическое обслуживание, издание методических материалов.
Сайт библиотеки
- Самарская областная юношеская библиотека (пр-т Ленина, д. 14)

Библиотека для юношества, с 14 до 25 лет, педагогов, библиотекарей, организаторов досуга. Электронный каталог, базы данных по актуальным молодёжным проблемам. Интернет, ксерокопирование.
- Самарская областная библиотека для слепых (ул. Спортивная, д. 12)

Единственное учреждение в области, имеющее все необходимые условия для предоставления информации лицам с нарушениями зрения.
- Централизованная система детских библиотек. г. о. Самара (ЦСДБ)

Образована 1 января 1987 года. В объединение детских библиотек вошло 17 филиалов. За период существования ЦСДБ все филиалы преобразились, приобрели современный облик. Благодаря стараниям первого директора заслуженного работника культуры Людмилы Сергеевны Колесниковой в 1980-90-е гг. были открыты новые библиотеки для детей в различных районах города. Сегодня их уже — 27. С 2008 года ЦСДБ возглавляет Халитова Татьяна Алексеевна.
Книжный фонд на 1 января 2016 г. составляет 1 297 080 печатных и электронных изданий. Ежегодное пополнение около 20 тысяч экз. Ежегодно городские детские библиотеки обслуживают более 99 тысяч пользователей от 0 до 15 лет, а также руководителей детским чтением, которым выдается около 2 миллионов книг. С 2016 года ЦГДБ подключена к полнотекстовой электронной библиотеке «ЛитРес» и имеет дополнительно в составе фонда 80 000 электронных документов, которые легально предоставляет своим пользователям через мобильные устройства.
Услуги: предоставление документов во временное пользование, предоставление доступа к печатным и электронным ресурсам библиотеки (Виртуальный читальный зал), поиск информации по запросам пользователей (Виртуальная справочная служба), консультационная помощь в поиске информации и выборе изданий, проведение культурно-досуговых и просветительских мероприятий, внестационарное обслуживание населения, автоматизированные рабочие места в Залах электронных ресурсов с выходом в Интернет, обучение основам информационной культуры.
Состав МБУК г.о. Самара «Централизованная система детских библиотек»:
- Центральная городская детская библиотека

Отделы обслуживания — ул. Аэродромная, 16А; Внутренние отделы — ул. Революционная, 154
Год образования — 1934. Возглавляет работу ЦСДБ, осуществляя функции управления, комплектования и обработки литературы; решает хозяйственные вопросы и вопросы методического руководства деятельностью библиотек-филиалов.
- Библиотека-филиал № 1- Историческая — ул. Краснодонская, 13;
- Библиотека-филиал № 2 — Городской клуб любителей книги — ул. Ново-Вокзальная, 221;
- Библиотека-филиал № 3 — ул. Стара-Загора, 141;
- Библиотека-филиал № 4 — ул. Силина, д.6-76;
- Библиотека-филиал № 5 — ул. Елизарова, 62;
- Библиотека-филиал № 6 — ул. Стара-Загора, 283-4;
- Библиотека-филиал № 7 — пр. Кирова, 395;
- Библиотека-филиал № 8 — ул. Николая Панова, д. 30[2]
- Библиотека-филиал № 9 — 2-й Безымянный пер., 2;
- Библиотека-филиал № 10 — Скляренко,7;
- Библиотека-филиал № 11 — Библиотека искусств — ул. Красноармейская, 119;
- Библиотека-филиал № 12 — ул. Льва Толстого, 92;
- Библиотека-филиал № 13 — ул. Владимирская, 34;
- Библиотека-филиал № 14 — Библиотека межнациональной культуры — ул. Ленинградская, 73А;
- Библиотека-филиал № 15 — Молодежный пер, 21;
- Библиотека-филиал № 16 — пос. Мехзавод, 32, квартал 2;
- Библиотека-филиал № 17 — пос. Красная Глинка, квартал 2, д.2;
- Библиотека-филиал № 18 — пр. Кирова, 284-21;
- Библиотека-филиал № 19 — ул. Аэродромная, 58;
- Библиотека-филиал № 20 — ул. Победы, 141;
- Библиотека-филиал № 21 — пр. Карла Маркса, 262-23;
- Библиотека-филиал № 22 — Ново-Молодежный пер., 6;
- Библиотека-филиал № 23 — ул. Аминева, 5;
- Библиотека-филиал № 24 — пос. Прибрежный, ул. Труда, 10;
- Библиотека-филиал № 25 — Библиотека семейного чтения — пр. Карла Маркса, 21;
- Библиотека-филиал № 26 — Библиотека семейного чтения — Пос. Береза, квартал 4, д.4.
- Центр правовой информации — ул. Свободы, 75;
- Самарская публичная библиотека (ул. Куйбышева, д. 95)
- Центральная городская библиотека им. Н. К. Крупской (ул. Самарская, д. 190б.)

Есть читальный зал и библиографический отдел. Поиск по компьютерным базам данных и Интернет в центре открытого доступа. Ксерокопирование, сканирование.
- Информационно-методическая библиотека СДДЮТ (ул. Куйбышева, д. 151)

Одна из старейших самарских библиотек (существует с 1938 года) с книжным фондом более 30 тысяч экземпляров, есть зал методической периодики и фонд медиапособий, выход в Интернет. Каждую четвёртую субботу месяца работает литературно-краеведческая гостиная.
- Российско-британский образовательный и информационный центр (ул. Куйбышева, д. 131)
- Библиотека Самарского научного центра РАН (Студенческий пер., д. 3а)
- Областное методическое объединение вузовских библиотек Самары — координация и взаимодействие в работе библиотек.